# Чешка
Чешка (чеш. Česko, изговорⓘ), званично Чешка Република (чеш. Česká republika, изговорⓘ), држава је у средњој Европи. Граничи се са Аустријом на југу, Немачком на западу, Пољском на североистоку и Словачком на југоистоку. Чешка има брдовити пејзаж који покрива површину од 78.871 2 са претежно умереном континенталном и океанском климом. Главни и највећи град је Праг, док друге веће градове чине Брно, Острава, Плзењ и Либерец.
Војводство Бохемија је основано крајем 9. века под Великоморавском кнежевином. Године 1002. ванично је призната као империјална држава Светог римског царства, док је 1198. проглашена Краљевина Бохемија. Након Мохачке битке 1526. године, све Земље чешке круне су постепено интегрисане у Хабзбуршку монархију. Скоро сто година касније, протестантски Чешки устанак довео је до Тридесетогодишњег рата. После битке на Белој гори, Хабзбурзи су учврстили своју власт. Распадом Светог римског царства 1806. године, Земље чешке круне су постале део Аустријског царства.
У 19. веку Чешке земље су постале индустријализованије, а 1918. највећи део је постао део Прве чехословачке републике након распада Аустроугарске после Првог светског рата. Чехословачка је била једина држава у средњој и источној Европи која је остала парламентарна демократија током читавог међуратног периода. Након Минхенског споразума 1938, Нацистичка Немачка је систематски преузела контролу над Чешком. Чехословачка је обновљена 1945. и три године касније постала је комунистичка држава Источног блока након државног удара 1948. Покушаји либерализације владе и привреде су угушени инвазијом на земљу коју је предводио Совјетски Савез током Прашког пролећа 1968. Новембра 1989. Плишана револуција је окончала комунистичку власт у земљи и обновила демократију. Дана 31. децембра 1992. Чехословачка је мирним путем распуштена, а њене конститутивне државе постале су независне државе Чешка и Словачка.
Чешка је унитарна парламентарна република и развијена земља са напредном социјалном тржишном привредом са високим приходима. Сматра се државом благостања са европским социјалним моделом, универзалном здравственом заштитом и бесплатним универзитетским образовањем. Налази се на 32. месту у Индексу људског развоја. Чешка је чланица Уједињених нација, НАТО, Европске уније, ОЕЕС, ОЕБС, Савета Европе и Вишеградске групе.

## Историја
О насеобинама на територији Чешке још око 28.000 година пре нове ере говори низ археолошких налаза. Од 3. века пре нове ере насељавају је Келти, а од 1. века и Германи. Словени су се на подручје Чешке доселили у 5. веку, а у 7. веку оформили Самово царство. Године 833, на подручју Моравске, Словачке, северне Мађарске и западног закарпатског краја настаје Великоморавско царство, која временом расте и обухвата и Чешку (890—894), Шлеску, Лужице, Малопољску, и део Мађарске. Велика Морава, од које се Чешка отцепила 894, нестала је под ударом Мађара 907. године.
Чешка држава се рађа у другој половини 9. века, када је устоличен први чешки кнез из династије Пшемисловаца, Боривој I. У 10. и 11. веку држава се консолидује, припаја Моравску и постаје краљевина. Чешка краљевина била је значајна економска и војна сила, нарочито за време последњих Пшемисловаца Пшемисла Отакара II и Вацлава II. Врхунац, вероватно, представља време владавине моћног Карла IV из луксембуршке династије. Међутим, хуситски ратови у 15. веку, и Тридесетогодишњи рат у 17. веку имали су разарајући учинак.

## Географија

### Положај
Државе са којима се Чешка граничи су: Словачка, Пољска, Немачка и Аустрија. Површина државе износи 78.866 km².
Чешка се углавном налази између географских ширина 48° и 51 °C и географске дужине 12° и 19° Е.

### Географија
Чешка се може описати као валовита долина окружена планинама. Југозападну границу Чешке чини планина Чешка Шумава, висине од 1.000 до 1.400 m, на северозападу то су Рудне горе (1.244 m). На северу су планине Судети са највишим врхом Чешке Снежка (чешки Sněžka) на 1.602 метра надморске висине, у делу званом Крконоше.
Бохемија, на западу, се састоји од басена који дренира Елба (чеш. Labe) и реке Влтаве, окружене углавном ниским планинама, као што је ланац Крконоше код Судета. Највиша тачка у земљи, Сњежка са 1.603 m (5.259 ft), налази се овде. Моравска, источни део земље, такође је брдовита. Одводи га углавном река Морава, али садржи и извор реке Одре (чеш. Odra). Бохемија и Моравска су раздвојене ниским Бохемско-Моравским горјем (600–800 m). Моравска се на истоку ослања на планине Бескиди и Бели Карпати. Јужну границу према Аустрији већим делом чини Таја (река).
Земљиште је врло плодно. У Бохемској се гаји доста хмеља (позната по производњи пива), а у Моравској грожђа (производња вина).
Воде из Чешке теку у три различита мора: Северно море, Балтичко море и Црно море. Чешка Република такође изнајмљује Молдаухафен, парцелу 30.000 m2 (7,4-acre) усред Хамбуршких докова, која је додељена Чехословачкој чланом 363 Версајског уговора, како би земљи без излаза на море омогућила место где роба која се превози низ реку могла би се пренети на поморске бродове. Територија се враћа Немачкој 2028. године. У Бохемској извиру велике реке Лаба и Влтава. Кроз Моравску протиче река Морава и извире река Одра. Са планина Чешке, воде се сливају према 3 мора: Северно, Балтичко и Црно. Чешка је стога европска вододелница.
Фитогеографски, Чешка припада средњоевропској покрајини Циркумбореалног региона, у оквиру Бореалног краљевства. Према Светском фонду за природу, територија Чешке Републике може се поделити на четири екорегиона: западноевропске широколисне шуме, средњеевропске мешовите шуме, панонске мешовите шуме и карпатске планинске шуме четинара.
У Чешкој постоје четири национална парка. Најстарији је Национални парк Крконоше (Резерват биосфере), а остали су Национални парк Шумава (Резерват биосфере), Национални парк Подији и Чешка Швајцарска.

### Клима
Чешка има умерену климу, која се налази у прелазној зони између океанског и континенталног типа климе, са топлим летима и хладним, облачним и снежним зимама. Температурна разлика између лета и зиме је због географског положаја који нема излаз на море. Просечна годишња температура износи 7,9 °C, уз благе зиме (просек за фебруар је 0,5 °C) и свежа лета (јун 18,6 °C). Свих 12 месеци у години су влажни.
Температуре варирају у зависности од надморске висине. Генерално, на већим надморским висинама температуре се смањују, а падавине повећавају. Највлажније подручје у Чешкој налази се око Билог Потока у планинама Јизера, а најсувљи регион је Лоуни, северозападно од Прага. Други фактор је дистрибуција планина.
На највишем врху Сњежке (1.603 m (5.259 ft)), просечна температура је −0,4 °C (31 °F), док је у низијама Јужноморавског округа просечна температура чак 10 °C (50 °F) . Главни град земље, Праг, има сличну просечну температуру, иако на то утичу урбани фактори.
Најхладнији месец је обично јануар, а затим фебруар и децембар. Током ових месеци снега има у планинама, а понегде и у градовима и низинама. Током марта, априла и маја, температура обично расте, посебно током априла, када температура и време имају тенденцију да варирају током дана. Пролеће карактерише и виши водостај у рекама, услед отапања снега уз повремено плављење. Најтоплији месец у години је јул, а следе август и јун. У просеку, летње температуре су око 20—30 °C (36—54 °F) више него током зиме. Лето такође карактерише киша и невреме.
Јесен углавном почиње у септембру, у којем клима још топла и сува. Током октобра температуре обично падају испод 15 °C (59 °F) или 10 °C (50 °F) и листопадно дрвеће почиње да одбацује своје лишће. До краја новембра температуре се обично крећу око тачке смрзавања.
Најнижа температура икада измерена је у Литвиновицама код Чешке Будејовице 1929. године, износила је −42,2 °C (−44,0 °F) и најтоплије измерено, било је на 40,4 °C (104,7 °F) у Добриховицама 2012.
Највише кише пада током лета. Спорадичне падавине су током целе године (у Прагу, просечан број дана у месецу има најмање 0,1 mm (0,0039 in) кише варира од 12 у септембру и октобру до 16 у новембру), али концентрисане падавине (дани са више од 10 mm (0,39 in) по дану) су чешћи у месецима од маја до августа (у просеку око два таква дана месечно). Јаке олује са грмљавином, које стварају штетне праволинијске ветрове, град и повремени торнада се јављају, посебно током летњег периода.

## Национални паркови
У Чешкој постоји четири национална парка:
| Име                              | Основан | Величина () | Слика |
| -------------------------------- | ------- | ----------- | ----- |
| Национални парк Крконошски       | 1963.   | 549.69      |       |
| Национални парк Шумава           | 1991.   | 680.64      |       |
| Национални парк Чешка Швајцарска | 2000.   | 79.25       |       |
| Национални парк Подији           | 1991.   | 63          |       |

### Административна подела
|  | Регион               | Главни град       | Становништво (2003) |
|  | -------------------- | ----------------- | ------------------- |
|  | Главни град Праг     | Праг              | 1.160.118           |
|  | Средњочешки крај     | Праг              | 1.125.735           |
|  | Јужночешки крај      | Чешке Будјејовице | 624.778             |
|  | Плзењски крај        | Плзењ             | 549.369             |
|  | Карловарски крај     | Карлови Вари      | 303.761             |
|  | Устечки крај         | Усти на Лаби      | 819.442             |
|  | Либеречки крај       | Либерец           | 427.418             |
|  | Краловехрадечки крај | Храдец Кралове    | 548.698             |
|  | Пардубички крај      | Пардубице         | 506.849             |
|  | Крај Височина        | Јихлава           | 517.959             |
|  | Јужноморавски крај   | Брно              | 1.122.759           |
|  | Оломоучки крај       | Оломоуц           | 637.401             |
|  | Злински крај         | Злин              | 593.458             |
|  | Моравско-Шлески крај | Острава           | 1.264.347           |

## Политика
Чешка Република је парламентарна демократија. Шеф државе је председник. Већу извршну моћ од њега има председник владе. Чешки Парламент има два дома: Веће посланика и Сенат. Веће посланика има 200 чланова изабраних по пропорционалном систему сваке 4 године, а Сенат 81 сенатора са мандатом од по 6 година и сложеним системом избора. Посланици морају имати бар 21 годину, сенатори 40.
Председник је формални шеф државе са ограниченим и специфичним овлашћењима, који именује премијера, као и остале чланове кабинета на предлог премијера. Од 1993. до 2012. године, председник Чешке је изабран на заједничкој седници парламента на петогодишњи мандат, са највише два узастопна мандата (2x Вацлав Хавел, 2x Вацлав Клаус). Од 2013. године председник се бира непосредно. Неки коментатори су тврдили да се увођењем директног избора председника Чешка удаљила од парламентарног система ка полупредседничком. Вршење извршне власти Владе произилази из Устава. Чланови владе су премијер, потпредседници владе и други министри. Влада је одговорна Посланичком дому. Премијер је шеф владе и има овлашћења као што је право да поставља дневни ред већине спољне и унутрашње политике и бира министре у влади.
Административно, Чешка је подељена у 14 региона, који се деле на округе (okresy), а испод њих су општине (obce).
Чешка је 1. маја 2004. постала део Европске уније. На референдуму за прикључење гласало је 55,21% бирачког тела, за је гласало 77,33% (дакле 42,7% укупног бирачког тела).

## Становништво

### Највећи градови
| Највећи градови у Чешкој Извор: Чешки завод за статистику | Највећи градови у Чешкој Извор: Чешки завод за статистику | Највећи градови у Чешкој Извор: Чешки завод за статистику | Највећи градови у Чешкој Извор: Чешки завод за статистику | Највећи градови у Чешкој Извор: Чешки завод за статистику | Највећи градови у Чешкој Извор: Чешки завод за статистику | Највећи градови у Чешкој Извор: Чешки завод за статистику | Највећи градови у Чешкој Извор: Чешки завод за статистику | Највећи градови у Чешкој Извор: Чешки завод за статистику | Највећи градови у Чешкој Извор: Чешки завод за статистику |
|                                                           | №                                                         | Град                                                      | Крај                                                      | Популација                                                | №                                                         | Град                                                      | Крај                                                      | Популација                                                |                                                           |
| --------------------------------------------------------- | --------------------------------------------------------- | --------------------------------------------------------- | --------------------------------------------------------- | --------------------------------------------------------- | --------------------------------------------------------- | --------------------------------------------------------- | --------------------------------------------------------- | --------------------------------------------------------- | --------------------------------------------------------- |
| Праг Брно                                                 | 1.                                                        | Праг                                                      | Праг                                                      | 1.357.326                                                 | 11.                                                       | Злин                                                      | Злински                                                   | 74.191                                                    | Острава Плзењ                                             |
| Праг Брно                                                 | 2.                                                        | Брно                                                      | Јужноморавски                                             | 396.101                                                   | 12.                                                       | Хавиржов                                                  | Моравскошлески                                            | 70.245                                                    | Острава Плзењ                                             |
| Праг Брно                                                 | 3.                                                        | Острава                                                   | Моравскошлески                                            | 283.504                                                   | 13.                                                       | Кладно                                                    | Средњочешки                                               | 68.436                                                    | Острава Плзењ                                             |
| Праг Брно                                                 | 4.                                                        | Плзењ                                                     | Плзењски                                                  | 181.240                                                   | 14.                                                       | Мост                                                      | Устечки                                                   | 63.856                                                    | Острава Плзењ                                             |
| Праг Брно                                                 | 5.                                                        | Либерец                                                   | Либеречки                                                 | 107.389                                                   | 15.                                                       | Опава                                                     | Моравскошлески                                            | 55.512                                                    | Острава Плзењ                                             |
| Праг Брно                                                 | 6.                                                        | Оломоуц                                                   | Оломоуцки                                                 | 101.825                                                   | 16.                                                       | Фридек-Мистек                                             | Моравскошлески                                            | 54.188                                                    | Острава Плзењ                                             |
| Праг Брно                                                 | 7.                                                        | Чешке Будјејовице                                         | Јужночешки                                                | 96.417                                                    | 17.                                                       | Јихлава                                                   | Височина                                                  | 52.548                                                    | Острава Плзењ                                             |
| Праг Брно                                                 | 8.                                                        | Храдец Кралове                                            | Краловехрадечки                                           | 93.506                                                    | 18.                                                       | Теплице                                                   | Устечки                                                   | 50.843                                                    | Острава Плзењ                                             |
| Праг Брно                                                 | 9.                                                        | Пардубице                                                 | Пардубички                                                | 92.149                                                    | 19.                                                       | Карвина                                                   | Моравскошлески                                            | 50.172                                                    | Острава Плзењ                                             |
| Праг Брно                                                 | 10.                                                       | Усти на Лаби                                              | Устечки                                                   | 91.963                                                    | 20.                                                       | Карлове Вари                                              | Карловарски                                               | 49.043                                                    | Острава Плзењ                                             |

Стопа плодности је 2020. износила 1,71. Просечан грађанин Чешке Републике стар је 43,3 година. Очекивано трајање животног века је 2021. износило 79,5 година (76,5 за мушкарце и 82,6 за жене). Око 77.000 људи годишње се досели у Чешку; вијетнамски мигранти почели су се досељавати као привремени радници за време Чехословачке. Данас, највише их се одлучи да стално остане у земљи.

### Етничка припадност
Према попису из 2021, већина грађана Чешке Републике се изјаснила као Чеси (57,3%), њих прате Морављани (3,4%), Словаци (0,9%), Украјинци (0,7%), Вијетнамци и Пољаци (0,3%), Руси (0,2%), Шлезијци и Немци (0,1%), док се 4% становништва изјаснило да припада некој другој националности. Пошто је "националност" била необавезно поље, 31,6% становништва није се изјаснило на попису. Према проценама, у земљи живи око 250.000 Рома.
На попису је било 658.564 странаца, од којих је највише било Украјинаца (22%), Словака (22%), Вијетнамаца (12%), Руса (7%) и Немаца (4%). Највише странаца живи у Прагу (31,7%) и Централној Бохемији (13,2%).

### Религија
Према попису из 2011. године, 44,7% грађана Чешке није се декларисало по питању религије, 34,5% су били нерелигиозни, 10,5% су били католици, 6,8% су били религиозни без религијске припадности, 1,1% су били припадници других хришћанских деноминација, 1% су били протестанти, 0,7% припадници осталих религија, док је за 0,7% грађана религија непозната.
Према попису из 2021, у Чешкој је било око 3.900 јевреја. Од 1991. до 2011. проценат католика пао је са 39% на 10%, док је број протестаната пао са 3,7% на 0,8%.
Око 20.000 муслимана живи у Чешкој, што преставља око 0,2% популације.

## Економија и привреда
Чешка има развијену, високоприходну извозно оријентисану социјалну тржишну економију засновану на услугама, производњи и иновацијама, која одржава државу благостања и европски социјални модел. Чешка Република учествује на јединственом европском тржишту као чланица Европске уније и стога је део привреде Европске уније, али уместо евра користи сопствену валуту, чешку круну. Има стопу БДП-а по глави становника која износи 91% просека ЕУ и чланица је ОЕЦД-а. Монетарну политику води Чешка народна банка, чија је независност загарантована Уставом . Чешка се налази на 12. месту у УН-у према хуманом развоју прилагођеном неједнакости и 24. у Индексу људског капитала Светске банке . Гардијан га је описао као „једну од најпроцватнијих европских економија“.
Још у доба комунистичког источноевропско економског блока, Чешка је спадала међу његове најразвијеније делове.
Преласком на тржишну привреду 1990. привреда је постепено приватизована. Током деведесетих година 20. века, Чешка се задржала на челу листе посткомунистичких земаља по развоју.
Чешка највише тргује са Немачком и Европском унијом уопште. Стопа незапослености је на 7,1% (2006). Регионалне разлике су велике, при чему је Праг далеко испред по развоју и приходима од истока земље. Бруто производ по становнику 2006, износио је 11.904 евра, што је између нивоа Мађарске и Португалије у ЕУ. У приходима, услуге учествују са 57%, индустрија 39% и пољопривреда 4%. Најважније индустријске гране Чешке Републике су ауто-индустрија (Шкода Ауто), машинска, прерада домаћег дрвета, производња стакла и керамике. Незапосленост у Чешкој у јуну 2015. износила је 6,4%.

## Туризам
Изузетан значај за Чешку привреду има туризам.
Праг је пети најпосећенији град у Европи после Лондона, Париза, Истанбула и Рима. У 2001. години укупна зарада од туризма достигла је 118 милијарди чешких круна, што чини 5,5% БДП -а и 9% укупне зараде од извоза. Туристичка индустрија запошљава више од 110.000 људи — преко 1% становништва. Водичи и туристи који пријављују превисоке трошкове од стране таксиста и проблеме са џепарошем углавном су у Прагу, иако се ситуација недавно побољшала. Од 2005. градоначелник Прага Павел Бем је радио на побољшању ове репутације сузбијањем ситног криминала и, осим ових проблема, Праг је „безбедан“ град. Стејт департмент Сједињених Америчких Држава описује стопу криминала у Чешкој као „ниску“.
Једна од туристичких атракција у Чешкој је област Нетер Витковице у Острави. Чешка се може похвалити са 16 УНЕСЦО-вих локација светске баштине, од којих су 3 транснационална. Ажурирано: 2021. још 14 локација је на тенативној листи.
Архитектонско наслеђе је предмет интересовања посетилаца — обухвата дворце и виле из различитих историјских епоха, а то су замак Карлштејн, Чешки Крумлов и културни пејзаж Ледњице—Валтице. У Чешкој има 12 катедрала и 15 цркви које је папа уздигао у ранг базилике.
Далеко од градова, области као што су Чешки рај, Чешка Шумава и Крконоше привлаче посетиоце који преферирају активности на отвореном. Постоји велики број фестивала пива.
Земља је такође позната по разним музејима. Изложбе лутака и марионета одржавају се на бројним фестивалима лутака широм земље. Акваплејс Праг у Честлицама је највећи водени парк у земљи.

## Култура
Карлов универзитет у Прагу, основан 1340-их (вероватно 1348), био је први универзитет у централној Европи и у свим словенским земљама. Неки од његових студената и професора су били: Јан Хус, Франц Кафка, Милан Кундера, Никола Тесла, Алберт Ајнштајн, Ернст Мах, Томаш Масарик, Едвард Бенеш.
Универзитет Палацког у Оломоуцу, основан 1573, други је најстарији универзитет у Чешкој. Отац генетике, Грегор Мендел, био је студент овог универзитета.
Моцарт је био везан за Праг, јер је у њему налазио на више разумевања за свој рад, него у Бечу. У Националном театру у Прагу је одржана премијера његове опере Дон Ђовани 29. октобра 1787. Вила Бертрамка у којој је становао, данас је музеј.
Познати су чешки композитори националне школе из 19. века, Беджих Сметана и Антоњин Дворжак. Међу писцима издвајају се Карел Чапек, Франц Кафка и Милан Кундера.
Сликар и графичар Алфонс Муха био је један од предводника уметничког правца сецесије. Чеси су били међу најактивнијим уметницима у покрету кубизма.
Корени чешког позоришта се могу наћи у средњем веку, посебно у културном животу готичког периода . У 19. веку позориште је играло улогу у покрету националног буђења, а касније, у 20. веку, постало је део модерне европске позоришне уметности. Оригинални чешки културни феномен настао је крајем 1950-их. Овај пројекат под називом Латерна магика, који је резултирао продукцијама које су комбиновале позориште, плес и филм на поетски начин, сматра се првим мултимедијалним уметничким пројектом у међународном контексту. Драма је драма Карла Чапека Р.У.Р, је увела реч робот. Земља има традицију луткарског позоришта. Чешко и словачко луткарство је 2016. године уврштено на Унескову листу нематеријалне културне баштине.
Што се филмске уметности тиче, у Чешкој се одржава познати Филмски фестивал у Карловим Варима. Широм света познати су чешки режисери Јиржи Менцл и Милош Форман. Факултет за филм и телевизију (чеш. Filmová a televizní fakulta) у Прагу, била је школа за Менцла, Формана и Емира Кустурицу, између осталих.

### Популарна култура
- Најпопуларнији спорт у Чешкој је хокеј на леду, у коме је национална екипа имала доста међународног успеха (злато на олимпијади у Нагану 1998).
- Вера Чаславска, гимнастичарка, је на летњим олимпијадама 1964. и 1968. освојила укупно 7 златних олимпијских медаља.
- Из Чешке потиче више познатих манекенки, као: Ева Херцигова, Петра Немцова, Паулина Порижкова, Ивана Трамп и друге.
- Јосеф Чапек, сликар и писац, брат Карела Чапека, створио је израз робот који се први пут помиње у Кареловој драми РУР.[42]